# Ever Heard the One About the Exploding Father?
Ever Heard the One About the Exploding Father? is de twintigste aflevering van het tiende seizoen van het tienerdrama Beverly Hills, 90210, die voor het eerst werd uitgezonden op 15 maart 2000.

## Plot
Steve maakt zich nog steeds zorgen om Ryan die nog steeds aan het feesten is en kan maar niet doordringen bij hem. Ryan vindt een baan als barkeeper in de club van Noah waar Steve niet zo blij mee is. Ook Noah probeert hem om te praten dat hij zijn kansen moet pakken wat betreft zijn studie en uiteindelijk besluit hij om zijn leven te beteren en vertelt aan Steve dat hij weggaat, eerst op reis naar Europa en daarna weer terug naar de universiteit. Dit tot grote vreugde van Steve die nu trots op hem is. Ondertussen heeft Steve heel wat te stellen met Janet die hun dochter niet met rust kan laten, bij elke huilpartij van hun dochter rent Janet naar haar toe en Steve wil haar proberen uit te leggen dat dit geen goede gewoonte is.
Dylan heeft dubbele gevoelens met zijn weerzien met zijn vader Jack, aan de ene kant is hij blij hem weer levend te zien en anderzijds is hij boos dat hij hem heeft laten geloven dat hij dood was. Jack vertelt hem hoe het gebeurd is, hij werd toentertijd bedreigd door de maffia en moest verdwijnen. Met veel pijn in zijn hart moest hij ook verdwijnen voor zijn zoon maar had geen keus en met hulp van de FBI werd zijn dood in scène gezet en werd opgenomen in een getuige bescherming systeem. Dylan hoort van Jack dat hij nu getrouwd is en een kind heeft en dat zijn nieuwe familie niet op de hoogte is van het bestaan van Dylan. Jack wil met zijn nieuwe familie verhuizen naar Beverly Hills en verder leven met zijn zoon Dylan. De FBI hoort hiervan en ook van dat de verkeerde mensen in Beverly Hills ook hiervan op de hoogte zijn, zij lichten Dylan hierover in en die besluit dan om Jack te vragen om terug te gaan naar zijn beschermde omgeving wetend dat hij dan zijn vader nooit meer zal zien. Met pijn in zijn hart neemt hij afscheid van zijn vader.
David heeft groot nieuws, hij is gevraagd voor een sollicitatiegesprek bij een radiostation in New York. Iedereen is blij voor hem maar Camille maakt zich zorgen omdat zij bang is dat als hij gaat de relatie dan over is. Uiteindelijk slaat David het aanbod af omdat hij zijn vrienden niet in de steek kan laten en beseft dan dat hij toch nog gevoelens heeft voor Donna. Camille krijgt steeds meer haar vermoedens dat er iets speelt tussen David en Donna omdat David wel veel contact zoekt met Donna, dit vertelt zij tegen Donna en zij verzekert Camille dat zij gewoon vrienden zijn met een lang verleden.
Matt heeft eindelijk een cliënt, Stuart, die een komiek is en ingehuurd was door een club voor zes weken maar werd weer ontslagen na één show omdat hij niet zo grappig was. Matt vertelt hem dat dit contractbreuk is en dat zij een sterke zaak hebben voor de rechtbank. In de rechtszaak wordt duidelijk dat grappig zijn een vaag begrip is en dat dit voor iedereen iets anders is.

## Rolverdeling
- Jennie Garth - Kelly Taylor
- Ian Ziering - Steve Sanders
- Brian Austin Green - David Silver
- Tori Spelling - Donna Martin
- Luke Perry - Dylan McKay
- Joe E. Tata - Nat Bussichio
- Lindsay Price - Janet Sosna
- Daniel Cosgrove - Matt Durning
- Vincent Young - Noah Hunter
- Josie Davis - Camille Desmond
- Josh Taylor - Jack Taylor
- Randy Spelling - Ryan Sanders
- Valerie Wildman - Christine Petitt
- Matt Winston - Stuart Patton
- Bennet Guillory - rechter Samuel Gondek
- Kathy Wagner - Sheila